# Harry Lepelaar
Harry Lepelaar is een handpop uit het televisieprogramma De Fabeltjeskrant. Zoals zijn naam al doet vermoeden is hij een lepelaar. Hij heeft roze veren en hij draagt een lapje voor zijn rechteroog. Hij speelde een rol in het eerste seizoen, vanaf 1971.
Net als zijn beste vriend en compagnon Piet de Pad was Harry een ietwat onbetrouwbaar figuur: hij eigende zich andermans geld toe en verkocht ziekmakende etenswaren. Toch schuilde er in hem een deugdzaam dier. Zo gaf hij bijvoorbeeld gestolen geld aan een goed doel. Harry heeft een relatie gehad met Juffrouw Ooievaar en hij runde een tijdje een pretpark in het Grote Dierenbos.
Harry en Piet trokken in 1974 weg uit het Dierenbos. Piet kwam in de jaren tachtig nog terug, maar Harry is niet meer teruggekeerd.
Ger Smit was de stemacteur die Harry's stem insprak.